# ANBO-V
ANBO-V – litewski samolot szkolny z początku lat 30. XX wieku.

## Historia
W okresie międzywojennym na Litwie skonstruowano niewiele typów samolotów. W latach 1924–1927 w Warsztatach Lotniczych w Kownie zbudowano po jednym egzemplarzu płatowców ANBO-I i ANBO-II, a następnie wyprodukowano serię 9 sztuk maszyn ANBO-III. Konstruktorem wszystkich typów samolotów był Antanas Gustaitis. W maju 1931 roku dokonano oblotu kolejnej konstrukcji Gustaitisa, ANBO-V, który był rozwinięciem samolotu ANBO-II. Jeszcze w tym samym miesiącu podjęto produkcję seryjną, budując do 31 grudnia 1931 roku pięć egzemplarzy ANBO-V (maszyny miały numery ewidencyjne 43, 46 i 49–51). Płatowce używano do szkolenia podstawowego w lotnictwie wojskowym aż do 1940 roku, kiedy to ze stanu spisano ostatnie cztery sztuki. Samoloty były udane i bezpieczne: mimo intensywnej eksploatacji żaden z nich nie uległ katastrofie.
Ulepszoną wersją ANBO-V był skonstruowany w 1936 roku ANBO-51.

## Opis konstrukcji i dane techniczne
ANBO-V był jednosilnikowym, dwumiejscowym górnopłatem szkolnym konstrukcji drewnianej. Rozpiętość skrzydeł wynosiła 11,35 metra, a powierzchnia nośna miała wielkość 20,65 m². Długość samolotu wynosiła 7,3 metra. Masa własna płatowca wynosiła 510 kg, zaś masa całkowita (startowa) 820 kg. Podwozie klasyczne, stałe.
Napęd stanowił początkowo chłodzony powietrzem 5-cylindrowy silnik gwiazdowy Walter Vega o mocy 63 kW (85 KM). W połowie lat 30. na samolotach montowano silniejsze jednostki napędowe, takie jak Walter Venus o mocy 110 KM czy Armstrong Siddeley Genet Major (140 KM). Prędkość maksymalna wynosiła 170 km/h, zaś prędkość minimalna 70 km/h. Maszyna osiągała pułap 4000 metrów.